# Velitoa Hahake
Velitoa Hahake (deutsch: Velitoa Ost) ist eine kleine Insel im Norden von Tongatapu im Pazifik. Sie gehört politisch zum Königreich Tonga.

## Geographie
Das Motu liegt im Zentrum des Archipels vor der Nordküste von Tongatapu in einer Linie mit ʻOnevai und den beiden Eilanden Velitoa Hihifo und Fafa.
Zum Zeitpunkt des Zensus von 1996 lebten 10 Bewohner auf Velitoa Hahake. Mittlerweile ist die Insel unbewohnt.

## Klima
Das Klima ist tropisch heiß, wird jedoch von ständig wehenden Winden gemäßigt. Ebenso wie die anderen Inseln der Tongatapu-Gruppe wird Velitoa Hahake gelegentlich von Zyklonen heimgesucht.